# Nationale Top 40 Suriname
De Nationale Top 40 Suriname is een wekelijkse hitlijst op de Surinaamse radio. De lijst werd door de stichting Natio40 geïntroduceerd en wordt uitgezonden op diverse radiozenders. De eerste Top 40 verscheen op 12 april 2013 en toen stond Azonto van Fuse ODG featuring Tiffany op nummer 1. In juni 2022 werd Radio Top 40, nonstop hits gelanceerd. Op deze zender worden de hele dag door Top 40 hits afgedraaid.   